# Operació Tro
Operació Tro (títol original en anglès Thunderball) és una pel·lícula britànica de Terence Young, estrenada el 1965. És una de les pel·lícules de la sèrie de James Bond interpretada per Sean Connery. Aquesta pel·lícula ha estat doblada al català.

## Argument
Quan SPECTRE amaga dues bombes atòmiques, James Bond és enviat pel govern britànic a trobar les bombes. Per a fer-ho haurà d'intimar amb el n°2 d'aquesta organització criminal, Emilio Largo.
Ajudat pel MI6 així com pel seu fidel aliat Félix Leiter, de la CIA, Bond haurà de patrullar pels fons marins de les Bahames per tal de trobar el rastre de les bombes desaparegudes.

## Repartiment
- Sean Connery com a James Bond.
- Adolfo Celi com a Emilio Largo (N°2).
- Claudine Auger com a Dominetta Vitali (Dominique Domino Derval).
- Rik Van Nutter de Felix Leiter.
- Philip Locke com a Vargas.
- Luciana Paluzzi com a Fiona Volpe.
- Guy Doleman com el Comte Lippe.
- Bernard Lee de M.
- Desmond Llewelyn de Q.
- Lois Maxwell de Miss Moneypenny.
- Martine Beswick com a Paula Caplan.
- Anthony Dawson com a Ernst Stavro Blofeld.
- Molly Peters com a Patricia Fearing.
- Paul Stasino com el Comandant Derval.

## Llocs de l'acció
- Windsor, Regne Unit
- Nassau, Bahames

## Llocs de rodatge
- Estudios Pinewood
- Castell d'Anet, a prop de Dreux, França
- París, França,
- Circuit automobilístic de Silverstone per la persecució entre el Comte Lippe, Fiona Volpe i James Bond
- Nassau i Paradise Island a les Bahames

## Al voltant de la pel·lícula
- Martine Beswick, que encarna Paula Caplan, el contacte de Bond a les Bahames, apareix també en Des de Rússia amb amor: interpreta el paper d'una de les zíngares que es barallen per un home.
- Els militars britànics es van interessar pel minirespirador després d'haver vist Operació Tro. Desgraciadament, aquest aparell no era més que un accessori fet de dues càpsules de CO₂ i d'un estoig de cigars d'alumini.
- El Disco volante:
  - Per crear aquest vaixell, Ken Adam va recuperar un vell hidroplà, el Flying Fish (el peix volant) i el va portar a Miami per renovar-lo. Allà, es va construir un embolcall de 50 peus i va ser lligat al vaixell. El conjunt va costar en total 500.000 dòlars.
  - La destrucció del Disco volante va ser tan espectacular que l'explosió va trencar vidres a la badia de Nassau, a més de 50 km.
- La guerra sota les ones:
  - Les repeticions de l'escena es van desenvolupar de fet en els aparcaments d'un centre comercial.
  - Boren i l'equip submarí d'Ivan Tors van utilitzar 60 submarinistes i van gastar 60.000 dòlars en equips d'immersió per a aquesta seqüència que va ser realitzada en sis dies.
  - És l'única pel·lícula de Bond que presenta junts els nous agents "00". És cridat, com els altres a una reunió top secret, Bond arriba últim i ocupa el seu lloc: el setè.

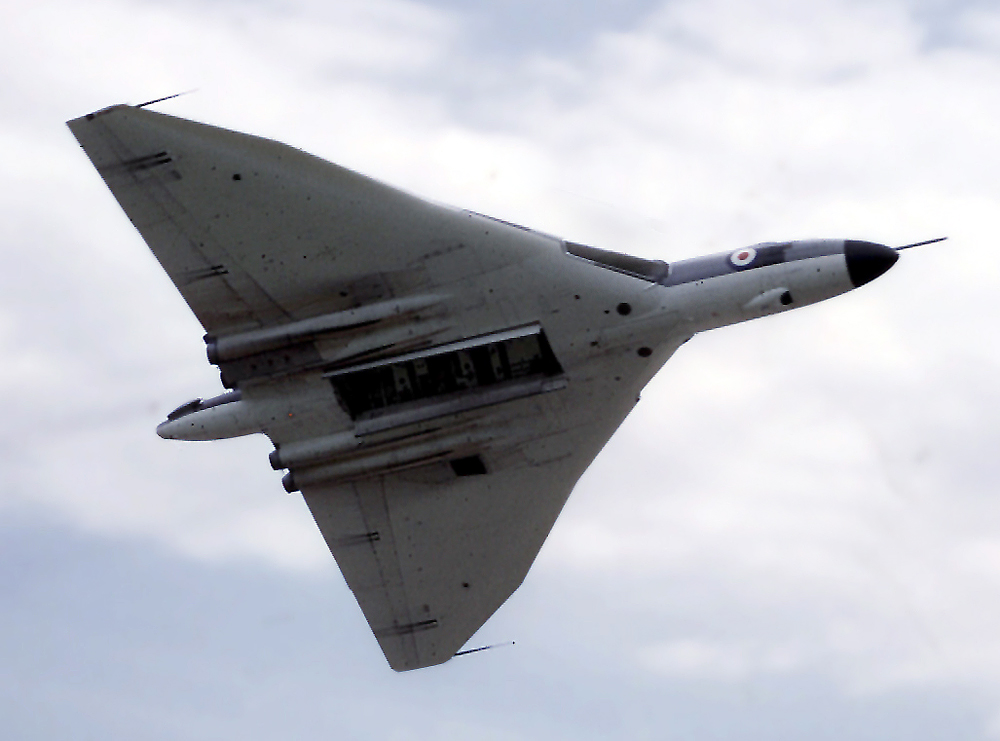
Avro Vulcan

- Per obtenir les bombes atòmiques, SPECTRE roba un bombarder estratègic Avro Vulcan de la Royal Air Force, reemplaçant un membre de tripulació per un pilot al seu sou. Diverses escenes de la pel·lícula ensenyen aquest avió volant, després d'haver estat amagat en el fons del mar.

## Errors diversos
- Cap a la meitat de la pel·lícula (a 01:15:10), James Bond surt d'un soterrani obrint una trampa que deixa oberta de bat a bat. Alguns segons més tard (a 01:15:18) després d'un breu canvi de pla es veu la trampa tancada. Els homes d'Emilio Largo que són en estat d'alerta passen llavors davant la trampa tancada i no poden doncs saber que 007 ha passat per allà, mentre que això hauria de ser el cas.

## Premis i nominacions

### Premis
1966 Oscar als millors efectes visuals per John Stears

### Nominacions
1966 Premi BAFTA al millor disseny de producció per Ken Adam